# Estación Gobernador Gordillo
Gobernador Gordillo era una estación de ferrocarril ubicada en la ciudad de Chamical, departamento Chamical de la provincia de La Rioja, Argentina.

## Servicios
No presta servicios de pasajeros ni de cargas.
Sus vías e instalaciones corresponden al Ramal A del Ferrocarril General Belgrano, que opera la empresa estatal Trenes Argentinos Cargas.
En el lugar había galpón de máquinas, tanques de agua grande y triángulo de inversión. Las vías se encuentran ocultas bajo tierra.